# Kazimierz Sosnkowski

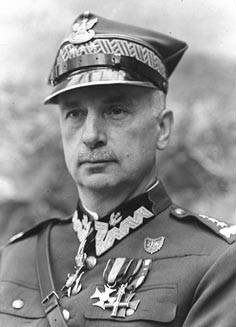
Kazimierz Sosnkowski in den 1930er Jahren

Kazimierz Sosnkowski (* 19. November 1885 in Warschau, Kongresspolen; † 11. Oktober 1969 in Arundel, Québec, Kanada) war ein polnischer Unabhängigkeitskämpfer, Truppenkommandeur und Politiker.

## Leben
Sosnkowski entstammte einer aristokratischen Familie aus Podlachien. Er wurde in Warschau geboren und besuchte zunächst ein Gymnasium in der Hauptstadt des russisch bestimmten Weichsellandes. Sein Abitur legte er mit Auszeichnung am XII. Gymnasium in Sankt Petersburg ab. Es folgte die Aufnahme des Studiums an der Warschauer Technischen Universität, der wegen Streiks in Warschau ein Wechsel an das Polytechnikum im österreichisch-ungarischen Lemberg folgte.

### Unabhängigkeitskampf
Ab 1904 war Sosnkowski Mitglied der Polska Partia Socjalistyczna (PPS). 1906 lernte er auf dem Lemberger VII. Kongress der PPS Józef Piłsudski kennen, von dem er fasziniert war. Dessen Vorschlag folgend trat er der 1904 gegründeten Kampforganisation der Partei, OBPPS (Organizacja Bojowa Polskiej Partii Socjalistycznej), bei. Nach einer Ausbildung in dieser Organisation setzte Piłsudski ihn als stellvertretenden Führer der Warschauer Abteilung ein; ab Juni 1906 trat er an die Spitze der Abteilung. In dieser Funktion war er am 15. August 1906 an den Kämpfen des sogenannten Blutigen Mittwochs (Krwawa środa) beteiligt. Wegen der anschließenden Verfolgung durch die russischen Behörden wechselte er zur OB-Gruppe nach Radom.
Später unternahm Sosnkowski Reisen ins westliche Ausland, so besuchte er 1907 Italien und die Schweiz. Im Anschluss kehrte er nach Lemberg zurück, wo er sein Studium abschloss. Lemberg entwickelte sich damals zu einem Zentrum der polnischen Unabhängigkeitsbewegung. Während der Studienzeit gründete er 1908 – wieder von Piłsudski angeleitet – mit anderen Studenten einen konspirativen Kampfverbund (Związek Walki Czynnej, auf Deutsch etwa: Verband des aktiven Kampfes), den er leitete. Diese Organisation war die Keimzelle des 1909 in Lemberg entstandenen legalen Schützenbundes (Związek Strzelecki). Der Schützenbund diente – wie auch andere in Galizien entstehende Pendants – dem Aufbau einer Kadereinheit zum Kampf für die Unabhängigkeit eines demokratischen Polens.

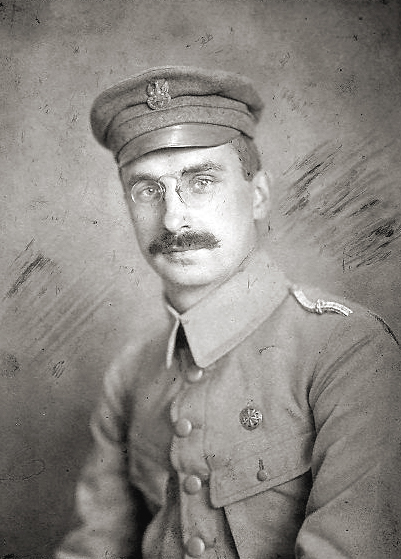
Kazimierz Sosnkowski 1915

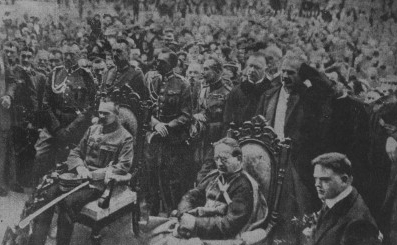
15. August 1919: Sitzend vlnr: Józef Piłsudski, der apostolische Nuntius Achille Ambrogio Damiano Ratti (später Papst Pius XI.) und der zukünftige Präsident der USA, Herbert Hoover. In der ersten Reihe stehend u. a. Kazimierz Sosnkowski, General Józef Leśniewski (1867–1921) und Ignacy Jan Paderewski

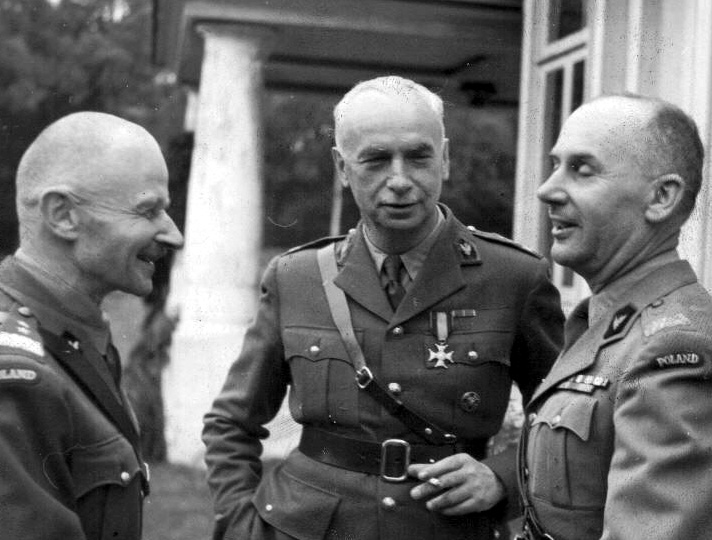
Polnische Generale im Exil (London 1944), vlnr: Marian Kukiel (Verteidigungsminister der polnischen Exilregierung), Sosnkowski und Stanisław Kopański (Generalstabschef)

### Erster Weltkrieg
Ab Beginn des Ersten Weltkrieges bis 1916 diente Sosnkowski als Stabschef der 1. Brigade der Polnischen Legionen. In dieser Zeit war er ein enger Vertrauter Piłsudskis. 1914 wurde er im Alter von 28 Jahren zum Oberstleutnant, im folgenden Jahr zum Oberst befördert. Nach der Stabstätigkeit war er bis Juli 1917 Leiter des Kriegsdepartements bei der provisorischen polnischen Regierung.
Am 22. Juli 1917 wurde er – gemeinsam mit Piłsudski – wegen der Weigerung, die Legionen den Treueeid auf das Deutsche Reich schwören zu lassen, vom Gouverneur des Generalgouvernements Warschau, Hans von Beseler, in Schutzhaft genommen, er wurde nach Deutschland verbracht und dort zunächst in der Zitadelle Wesel und folgend in der Festung Magdeburg interniert. Am 10. November 1918 kehrten die beiden nach Entlassung aus der Magdeburger Haft nach Warschau zurück, wo sie von dem Regenten des Regentschaftskönigreich Polen Prinz Zdzisław Lubomirski empfangen wurden. Am 16. November 1918 wurde Sosnkowski zum Brigadegeneral ernannt.
Nach Ausrufung der Zweiten Polnischen Republik war er ab dem 16. November 1918 der Befehlshaber des Wehrbezirks Warschau. Vom 3. März 1919 bis zum 24. Mai 1920 übte er die Funktion eines Vizeministers im Kriegsministerium aus. Als die Rote Armee im Sommer 1920 auf Warschau vorstieß, führte Sosnkowski die polnische Reservearmee. Nach dem „Wunder an der Weichsel“ erfolgte seine Ernennung zum Kriegsminister und Mitglied des Verteidigungsrates. Auch erhielt er seinen zweiten Generalsstern.

### Maiputsch und Selbstmordversuch
1925 übernahm er den Befehl über ein Armeekorps in Posen. Als am 12. Mai 1926 der Streit zwischen Piłsudski und Stanisław Wojciechowski um Wirtschaftspolitik und Regierungsführung eskalierte, hielt Sosnkowski sich zufällig in Warschau auf. Er wurde von Piłsudski aber nicht in die Vorbereitungen für den Staatsstreich eingeweiht. Als er auf seine Dienststelle nach Posen zurückgekehrt war, hatte sein Stellvertreter (General Edmund Hauser) eigenmächtig bereits zwei Regimenter zur Unterstützung Piłsudskis im Maiputsch nach Warschau geschickt. Daraufhin schoss Sosnkowski sich mit einem Revolver in den Oberkörper, überlebte den Selbstmordversuch aber. Sein Verhältnis zu Piłsudski kühlte nach dem Staatsstreich ab, den er nicht mit seinem Eid auf die Regierung vereinbaren konnte.
Nach der langwierigen Genesung ernannte Ignacy Mościcki ihn auf Wunsch Piłsudskis im März 1927 zum Armeeinspekteur (Inspektor Armii) mit Dienstsitz in Warschau. Er blieb in diesem Amt bis September 1939.
Nach dem Tode Piłsudskis im Jahr 1935 wurde Edward Rydz-Śmigły als dessen Nachfolger zum Generalinspektor der Streitkräfte ernannt. Der von vielen favorisierte Sosnkowski misstraute dem regierenden Sanacja-Block und blieb so chancenlos. 1936 erhielt er seinen dritten Generalsstern (Generał Broni).

### Verbot biologischer Waffen
Von Sosnkowski ging die Initiative zu der internationalen Ächtung von biologischen Massenvernichtungswaffen aus. 1925 hatte er als ständiger Vertreter Polens beim Völkerbund auf der Internationalen Waffenhandelskonferenz in Genf einen entsprechenden Antrag auf völkerrechtliche Regelung eingebracht, die mit der Unterzeichnung des sogenannten „Genfer Protokolls“ berücksichtigt wurde: Geneva Protocol for the Prohibition of Poisonous Gases and Bacteriological Methods of Warfare.
Die weitgehend in Vergessenheit geratene Initiative Sosnkowskis wurde am 4. November 2000 anlässlich des 75. Jahrestages der Konferenz in der Warschauer Feldkathedrale der polnischen Armee (Katedra Polowa Wojska Polskiego) gewürdigt. Im Rahmen einer festlichen Zeremonie wurde eine von der Polnischen Mikrobiologischen Gesellschaft und dem Militärgesundheitsdienst gestiftete Gedenkplakette enthüllt.
Auch 1932 vertrat er Polen als Delegierter auf der Genfer Abrüstungskonferenz.

### Zweiter Weltkrieg
Zu Beginn des deutschen Überfalls auf Polen wurde Sosnkowski für den Posten des Ministers der Kriegswirtschaft nominiert; er schlug diese Nominierung jedoch aus, da er die Tätigkeit zu dem Zeitpunkt als sinnlos empfand. Stattdessen übernahm er das Kommando über eine westlich von Lemberg eingekesselte polnische Armee. Es gelang ihm, den Kessel zu sprengen, die polnischen Einheiten herauszuführen und zur Verteidigung von Lemberg einzusetzen. Nach der Kapitulation schlug der General sich über die Ostkarpaten und Ungarn nach Paris durch, das er im Oktober 1939 erreichte. Hier wurde er vom Ministerpräsidenten der polnischen Exilregierung, Władysław Sikorski, zum Oberbefehlshaber der polnischen Untergrundstreitkräfte, Związek Walki Zbrojnej (ZWZ – Verband des bewaffneten Kampfes, ab Februar 1942 als Polnische Heimatarmee bezeichnet), ernannt. Am 13. November 1939 entstand auch das von Sosnkowski geleitete Komitet Ministrów dla Spraw Kraju (KMSK, Ministerkomitee für Landesangelegenheiten). In Folge von Auseinandersetzungen um das Sikorski-Maiski-Abkommen verlor Sosnkowski Ende Juli 1941 die Führung der militärischen Untergrundarbeit und seine Funktion als Oberbefehlshaber.
Nachdem Sikorski im Juli 1943 bei einem Flugzeugabsturz bei Gibraltar (1943) tödlich verunglückt war, wurde Sosnkowski von dessen Nachfolger als Premierminister der polnischen Exilregierung, Stanisław Mikołajczyk, zum Oberbefehlshaber der polnischen Armee ernannt.
Am 1. September 1944, einen Monat nach Beginn des Warschauer Aufstandes und am fünften Jahrestag des Kriegsbeginns, richtete Sosnkowski deutliche Kritik und einen dramatischen Appell an die britische Regierung, der er das ernsthafte Bemühen absprach, der vom Krieg getroffenen polnischen Bevölkerung helfen zu wollen:

„Vor nunmehr fünf Jahren begann für Polen – bestärkt durch die britische Regierung und durch deren Unterstützungszusage – ein isolierter Kampf mit der deutschen Macht … Die Bewohner Warschaus stehen verlassen an der Kriegsfront mit ihren (unzureichenden, Anmerk Übers.) Mitteln – ein tragischer und schrecklicher Zustand, den wir uns mit Blick auf die technischen Möglichkeiten der Alliierten im sechsten Jahr des Krieges nicht erklären können … Sollte die Bevölkerung der (polnischen, Anmerk Übers.) Hauptstadt unter den Trümmern ihrer Häuser wegen des Mangels an Hilfe sterben müssen, sollte sie aufgrund von Passivität, Desinteresse oder anderen Überlegungen zur Schlachtbank geführt werden – dann wird das Gewissen der Welt mit einer schrecklichen, historisch nie dagewesenen Sünde belastet sein.“

Im Laufe seiner militärischen Karriere trug Sosnkowski verschiedene Decknamen: „Baca“ (Bergschäfer), „Godziemba“ (Wappengemeinschaft Godziemba, der seine Familie angehörte), „Józef“, „Ryszard“ und „Szef“.

### Nachkriegszeit
Im Herbst 1944 reiste Sosnkowski nach Kanada, um einen dort lebenden Sohn zu besuchen. Der Besuch wurde zu einem Dauerzustand, Sosnkowski blieb bis zu seinem Lebensende in Kanada wohnen. Da er keinerlei Rente aus England oder Polen erhielt, musste er trotz seines Alters arbeiten, als Farmarbeiter und Tischler. Später führte er Vorlesungsreisen in Kanada, den USA und nach England durch. Am 11. Oktober 1969 starb er an einem Herzanfall. Er wurde auf dem in der Nähe von Paris gelegenen Montmorency-Friedhof in einer Begräbnisstätte der Pariser Historisch-Literarischen Gesellschaft (Towarzystwo Historyczno-Literackie) beigesetzt. Gemäß seinem letzten Willen wurden die sterblichen Überreste nach der politischen Wende in Polen, am 12. September 1992 in die Warschauer Johanneskathedrale überführt.
Seine Frau war Jadwiga Sosnkowska, geb. Żukowska. Das Paar hatte fünf Söhne (Antoni Zygmunt, Mieczysław, Piotr, Aleksander und Jan).
Das Polonia-Warschau-Stadion trägt offiziell den Namen Sosnkowskis. Er war von 1929 bis 1939 Vorsitzender von Polonia Warschau.

## Auszeichnungen und Ehrungen (Auswahl)
- Orden des Weißen Adlers posthum am 11. November 1995 durch Lech Wałęsa
- Virtuti Militari, Komturkreuz
- Orden Polonia Restituta, Großkreuz
- Verdienstkreuz der Republik Polen in Gold
- Freiheitskreuz, II. Klasse (Estland)
- Ehrenlegion (Frankreich)
- Order of the British Empire (Vereinigtes Königreich)
- Orden des Adlerkreuzes, I. Klasse (Estland, 1933)
- Wawrzyn Akademicki der Polska Akademia Literatury